# 天仓二
天仓二（η Cet/鯨魚座η），是赤道星座鲸鱼座的一颗恒星。视星等3.45，是这个比较暗的星座的第四亮星。利用视差测量该星的距离为124光年。
这是一个恒星分类K1III的巨星，已经耗尽了核心的氢并演化离主序带。（分类有时候列为K1.5 IIICN1Fe0.5，表示和其他这种类型的恒星相比有较高的氰和铁丰度。）它是一个红群聚的恒星，利用核心的氦聚变产生能量。
天仓二比太阳重一些，已经膨胀到将近15倍太阳半径。它辐射出80倍太阳光度，表面温度4,543K，散发出橙色调的光芒。

## 行星系统
2014年，用径向速度法发现了环绕该星的2颗系外行星。经由径向速度发现的行星质量不清楚，因为如果行星的轨道与视线倾斜，则更大的质量将必须补偿角度。
{{fact|鲸鱼座ηb的最小质量是2.55木星质量，轨道周期403.5天（大约1.1年），鲸鱼座ηc的最小质量是3.32木星质量，轨道周期751.9天（2.06年）。如果它们的轨道是共面的，那么这两颗行星一定是处于2：1轨道共振，否则这个系统就会不稳定。虽然与视线的倾角未知，它应该不超过70°，如果更高，更高质量的行星会让系统不稳定，没有稳定的解法。}}
| 成員 (依恆星距離) | 质量            | 半長軸 (AU) | 轨道周期 (天) | 離心率      | 傾角 | 半径 |
| ----------------- | --------------- | ----------- | ------------- | ----------- | ---- | ---- |
| b                 | ≥2.55 ± 0.13 MJ | 1.27        | 403.5 ± 1.5   | 0.13 ± 0.05 | —    | —    |
| c                 | ≥3.32 ± 0.18 MJ | 1.93        | 751.9 ± 3.8   | 0.1 ± 0.06  | —    | —    |